# کریستین دو پیزان
کریستین دو پیزان (به فرانسوی: Christine de Pisan) یا دپیزان در ۱۱ سپتامبر در شهر ونیز ایتالیا به دنیا آمد و در صومعه پوآسی در حدود ۱۴۳۰ از دنیا رفت. وی یک زن ونیزی دورهٔ قرون وسطی بود و به شدت با زن‌ستیزی و خشونت علیه زنان در فرهنگ قرون وسطی مبارزه کرد. او به عنوان شاعر در دوران خود بسیار مورد توجه و تحسین بود.

## زندگی
وی بیشتر دوران کودکی و نوجوانی خود را در پاریس گذراند و بعد از آن در دیری در شهر پوآسی زیست و به زبان فرانسوی میانه مطالب خود را نوشت.

## آثار
اولین شعرهای وی به عنوان مطالب نوشته شده بر پایهٔ دانش اشراقی و سبک روزگار وی به خصوص شامل موضوع زنان و تمرین شجاعت شناخته می‌شوند. آخرین اثر وی "حکایت ژاندارک" نام دارد که در سال ۱۴۲۹ منتشر شد.

### لیست آثار
- کتاب شهر زنان، ترجمهٔ نوشین شاهنده (ترجمهٔ دیگر: شهر بانوان، مرضیه خسروی)
- کتاب صلح
- حکایت ژاندارک (منظومه)
- حکایت گل سرخ
- کتاب سه فضیلت

و ...